# Cletorológio
Cletorológio (em grego: Κλητορολόγιον) é a maior e mais importante lista bizantina de ofícios e precedência cortesã (Taktika). Foi publicada em setembro de 899, durante o reinado do imperador Leão VI, o Sábio (r. 886–912) pelo protoespatário e atriclino (atriklinēs) Filoteu. Como atriclino, Filoteu teria sido responsável por receber os convidados dos banquetes imperiais (klētoria) e para conduzi-los a seus lugares de acordo com o lugar da hierarquia imperial. No prefácio de seu trabalho, ele afirma explicitamente que ele compilou este trabalho como uma "exposição precisa da ordem imperial de banquetes, do nome e valor de cada título, compilado com base no antigo Cletorológio", e recomenda a sua adoção na mesa imperial.

## Seções
O trabalho de Filoteu sobreviveu apenas como um apêndice dentro dos últimos capítulos (52-54) do segundo livro de um tratado posterior acerca das cerimônias imperiais conhecido como Sobre as Cerimônias do imperador Constantino VII (r. 913–959). É dividido em quatro seções:
- Seção I é introdutória, e dá uma visão geral de todas as categorias judiciais e ofícios estatais do Império Bizantino, que se divide em cinco categorias: ordens de classificação para "barbudos" (ou seja, não-eunucos), grandes ofícios do Estado, ofícios menores de vários escritórios e ministérios, ordens de classificação dos eunucos, e os grandes ofícios do Estado reservados aos eunucos.[5]
- Seções II e III dão a ordem em que os funcionários devem ser introduzidos para os banquetes imperiais. A seção II dá os mais altos dignitários, aqueles que poderiam estar à mesa do próprio imperador, enquanto na seção III trata de funcionários de médio e baixo escalões, bem como as embaixadas estrangeiras (árabes, búlgaros e germânicos) e de outros patriarcados (Roma, Antioquia, Jerusalém).[3][6]
- Seção IV é a maior parte do texto, e é dirigida ao atriclino da corte dando conselhos sobre a organização dos vários banquetes ao longo do ano, começando com as comemorações de Natal. Ele também contém dois memorandos anexados, um sobre os donativos distribuídos pelo imperador bizantino a seus funcionários, em certas ocasiões, e outro sobre o salários dos oficiais atriclinos.[3][6]
- Um apêndice curto (capítulo 54 de Sobre as Cerimônias) com as diversas autoridades eclesiásticas e sua prioridade, bem como o Notitiae Episcopatuum de pseudo-Epifânio, uma lista de episcopais da Sé.[3]